# Darachosia fulvipes
Darachosia fulvipes är en stekelart som beskrevs av Cameron 1903. Darachosia fulvipes ingår i släktet Darachosia och familjen brokparasitsteklar. Utöver nominatformen finns också underarten D. f. sexcinctus.